# Famille Magen
Pour l’article homonyme, voir Magen David Adom.
La famille Magen est une famille d'organiers français du XIXe siècle ayant travaillé entre 1842 et 1929.

## Les membres

### Jules Barthélémy Magen (1812-1882)
Pierre Magen, plâtrier à Agen, a épousé vers 1810 Luce Thirion. Jules-Barthélemy Magen est né de cette union le 23 avril 1812.
Il a d'abord été plâtrier, mais ayant rencontré Joséphine Samers, institutrice, il lui a été nécessaire d'apprendre un métier qui satisfasse les parents de la jeune femme. Il choisit le métier de facteur d'orgues. Il est monté à Paris pour apprendre ce métier dans les ateliers des Cavaillé.
Les Cavaillé ont obtenu le marché de construction du grand orgue de la basilique de Saint-Denis. Jules Magen va travailler auprès d'Aristide Cavaillé-Coll comme contremaître. Il a travaillé sur les différents chantiers des Cavaillé jusqu'à l'inauguration de l'orgue de Saint-Denis, en 1841.
Il revient alors à Agen où il a fondé sont atelier de facteur d'orgue, 3 rue des Augustins, à partir de 1842.
Il se marie avec Joséphine Samers, à Agen, le 11 septembre 1845 dont il a eu deux enfants qui ont été associés à leur père.
Il va progressivement acquérir une renommée dans son département, puis aux alentours. Quand Dominique Jeandel décède, en 1846, la fabrique de la cathédrale d'Auch lui a confié l'entretien de son grand orgue. À la fin de l'année 1847, il se voit confier la construction de son premier orgue, celui de l'église Notre-Dame de Beaumont-de-Lomagne. Pour la construction du buffet, Jules Magen a choisi le style néo-gothique. Il est inauguré le 27 avril 1850. Puis succède l'orgue de l'église Notre-Dame-de-l'Assomption de Casteljaloux inauguré le 26 octobre 1851, celui de l'église Saint-Nicolas de Nérac, reçu le 26 février 1852.
À cette époque, la paroisse de l'église Notre-Dame d'Agen dite « des Jacobins » songea à faire construire un orgue. Il est considéré comme le chef-d'œuvre de Magen.
Si l'orgue de l'église de Grenade-sur-Garonne est attribuée à Aristide Cavaillé-Coll, une lettre de Jules Magen montre qu'il a participé à sa construction.
Il a travaillé en s'adjoignant trois ouvriers sortis de la maison Feuga, dont Émile Poirier et Nicolas Lieberknecht qui se sont ensuite établis à Toulouse.
Il est probable qu'Aristide Cavaillé-Coll lui avait donné une partie du travail en 1856.
En juillet 1856, il se voit confier le travail d'amener à la perfection la construction de l'orgue de la cathédrale Saint-Gervais-Saint-Protais de Lectoure qui avait été construit entre 1838 et 1843 par Auguste Phébade, facteur d'orgue d'Agen.
Dans ce travail, il a conservé les buffets et à peu près toute la tuyauterie pour limiter le coût des travaux. L'orgue terminé put jouer le 12 octobre 1858 à l'occasion de la translation des reliques de saint Clair depuis Bordeaux. À la suite de cette réussite, il a été appelé à intervenir à Fleurance, puis à Mirande. L'orgue de Fleurance a été inauguré le 2 février 1865. Celui de Mirande est inauguré un an plus tard, puis modifié en 1873 et 1881.
Vers 1865, il a construit l'orgue de l'église Saint-Hilaire d'Agen. En 1876, il a réalisé l'orgue de l'église du Saint-Esprit de Lectoure, semblable à celui de l'église d'Aiguillon, inauguré le 16 décembre 1877.
Il réalise l'orgue du Houga en 1880 ainsi que l'orgue de l'église Saint-Adrien de L'Isle-en-Dodon. Auparavant, en 1879, il avait terminé la transformation de l'orgue du XVIIIe siècle de l'ancienne cathédrale Sainte-Marie de Lombez. Il a réalisé en 1882 l'orgue de chœur de la cathédrale Saint-Caprais d'Agen.
Il meurt le 24 juin 1882. La manufacture a gardé sa raison sociale « Jules Magen et fils frères » jusqu'en 1903. Les deux fils Magen s'étaient associés pour succéder à leur père, mais ils se sont séparés en 1901. Georges Magen a ensuite conservé la direction de l'entreprise.

### Victor Magen (1847-1905)
C'est l'aîné de ses fils, spécialiste des plans et de la mécanique. Il s'est marié avec Marie Descamps, organiste à Aiguillon. Il secondait son père sur les chantiers à l'extérieur d'Agen.

### Paul-Georges Magen (1850-1929)
C'est le fils cadet, il est harmoniste des tuyaux. Il a épousé le 23 février 1881 Marie-Louise Hug dont il a eu un fils, Joseph, né en 1883, mort de tétanos en 1900, et une fille, Alice décédée en 1956.
Georges Magen  et son frère étaient aussi organistes. Georges Magen jouait à Agen sur les deux instruments que la maison Magen avait construits à Agen, ceux de l'église Notre-Dame dite « des Jacobins », et de l'église Saint-Hilaire.
Georges Magen est mort le 14 octobre 1929. À cette date, il se limitait à de petits travaux car la facture d'orgues traversait une période de faible activité.
La maison Magen a construit la plupart des orgues du département de Lot-et-Garonne. Elle a aussi construit des orgues pour les départements limitrophes, Tarn-et-Garonne, Gironde, Gers, Landes, Tarn, Hautes-Pyrénées et Haute-Garonne, jusqu'en Espagne où elle a installé un orgue dans l'église des Carmes de Burgo de Osma, en 1905. Au total, la maison Magen a construit une trentaine d'orgues.